# Insurrecció de Jaca
La insurrecció de Jaca fou un alçament militar de la guarnició de Jaca els dies 12 i 13 de desembre de 1930, dirigida pels capitans Fermín Galán i Ángel García Hernández, i que pretenia la proclamació de la república a Espanya.

## Antecedents
Després de la dimissió el 29 de gener de 1930 del dictador Miguel Primo de Rivera, el rei Alfons XIII nomena cap de govern el general Dámaso Berenguer Fusté, cap de la casa Militar del rei. El 30 de gener, juren el seu càrrec els components del nou govern, en el qual, a més de la prefectura, Berenguer assumeix també la cartera de Guerra.
Les esperances posades en aquest govern, per a la tornada a la normalitat constitucional, s'enfonsaren entre els partidaris de la república, i fins i tot en els grups monàrquics, que van ser marginats per la dictadura. Aquests pretenen una àmplia revisió de la legislació emanada d'aquesta, així com la reposició en els seus càrrecs de diputats, regidors i catedràtics que hi foren cessats.
A fi de tranquil·litzar els ànims, Berenguer afirma que el nou govern vol la pacificació de l'estat i la tornada a la normalitat constitucional, prometent, entre altres coses, la convocatòria d'eleccions generals. Com a primeres mesures, concedeix una amnistia als condemnats pels delictes de rebel·lió, sedició comuna o militar i altres delictes de caràcter polític. Així mateix, assabentat dels projectes d'una revolta militar, crida al seu costat al general Goded, un dels conspiradors més actius contra la dictadura de Primo de Rivera, al que suposa implicat en aquests preparatius, i li fa convèncer els militars més exaltats de les seves bones intencions. En aquest sentit, es permet el retorn a l'escala activa als militars de l'arma d'artilleria que en el seu moment van ser separats del servei per acords del govern dictatorial. No obstant això, se n'exclou expressament els generals Cabanellas, Queipo de Llano, López Ochoa, Riquelme i La Cerda.
Encara que el moviment queda ajornat, l'exclusió d'aquests militars de l'amnistia no va contribuir a la calma. Berenguer no complí les seves promeses, i es radicalitzà l'actitud tant de civils com de militars republicans. El 17 d'agost, es reuniren a Sant Sebastià Niceto Alcalá-Zamora i Miguel Maura amb els representants de diversos grups polítics, constitucionalistes i republicans contraris al govern Berenguer i la monarquia, reunió que serà coneguda com a pacte de Sant Sebastià, en la qual s'acordaren una sèrie de mesures tendents a la instauració d'una república parlamentària.

## Els preparatius
D'aquesta reunió, surt el compromís de formar un Comitè Revolucionari Nacional, que, arribat el moment, d'acord amb una sèrie de militars adeptes, promouria un pronunciament per a l'enderrocament de la monarquia i posterior formació del govern republicà. En el mes de desembre de 1930, l'aixecament es considera imminent. Per fi, el Comitè Revolucionari, després de diversos retards, n'acorda la data del dilluns 15 de desembre. La direcció de la revolta a Jaca correspon a Fermín Galán, capità del regiment d'infanteria Galícia número 19, encara que també compta amb la col·laboració dels capitans Ángel García Hernández, al comandament de la companyia de metralladores del mateix regiment al qual pertany Galán, Salvador Sediles Moreno i Miguel Gallo del batalló de Caçadors de Muntanya La Palma número 8, Luis Salines, de l'arma d'artilleria i en situació de disponible forçós, així com la de diversos oficials i un cert nombre de civils.
Durant la tardor, Galán, juntament amb els oficials compromesos i els paisans que li han promès el seu suport, tracten d'organitzar tots els detalls de la revolta planejada. Per la indiscreció d'alguns compromesos, el general Emilio Mola, en aquell temps director general de Seguretat, que coneixia Galán dels anys de la Guerra d'Àfrica, arriba a tenir coneixement que el capità del regiment Galícia trama alguna cosa, per la qual cosa, en atenció a la relativa amistat que els uneix, li envia una carta el 27 de novembre, el text de la qual diu: 
| «             | Madrid, 27 de novembre de 1930 Senyor En Fermín Galán – JACA El meu distingit capità i amic: Sense altres títols per a dirigir-me a vostè que el de company i el de l'amistat que em va oferir en agraïment per la meva intervenció en el violent incident de Cudia Mahafora, li escric. Sap el govern i sé jo les seves activitats revolucionàries i els seus propòsits de revoltar-se amb tropes d'aquesta guarnició: l'assumpte és greu i pot implicar-li danys irreparables. L'actual govern no ha assaltat el poder, i a cap dels seus membres pot tirar-se-li en cara haver pres part en moviments de rebel·lió: tenen, doncs, les mans lliures per a deixar que s'apliqui el Codi de Justícia Militar inflexiblement, sense remordiment d'haver estat ells tractats amb menor rigor. Això, d'una banda; per una altra, recordi que nosaltres no ens devem ni a una ni a altra forma de govern, sinó a la pàtria, i que els homes i armes que la nació ens ha confiat no hem d'emprar-los més que en la seva defensa. Li prego que mediti sobre el que li dic i, en resoldre-ho, no es deixi guiar per un apassionament passatger, sinó pel que li dicti la seva consciència. Si fa algun viatge a Madrid, li agrairia que tingués la bondat de veure'm. No és el preu a la defensa que de vostè vaig fer davant el general Serrano, ni menys una ordre; és simplement el desig del seu bon amic que l'aprecia de bo de bo i l'abraça. | » |
| — Emilio Mola | |   |

## La revolta
Els continus ajornaments per a fixar la data de la revolta, fan que les relacions entre Galán i el Comitè Revolucionari comencin a deteriorar-se. A això, s'uneix el fet que Galán ha arribat a saber, per la carta de Mola, que el govern coneix alguna cosa dels seus plans. Galán s'impacienta, i temorós, a més, que les neus hivernals tanquessin els ports impossibilitant el moviment de tropes, decideix revoltar la guarnició el divendres dia 12. Davant la impossibilitat de convèncer Galán perquè accepti una nova moratòria, el Comitè revolucionari disposa que en la matinada del dia 12 viatgin a Jaca, des de Madrid, Casares Quiroga i dos altres delegats del Comitè Revolucionari que, segons el seu posterior testimoniatge, arribats a una hora intempestiva, dormen sense haver parlat amb Galán.
Els esdeveniments es precipiten i a l'alba, la guarnició de Jaca s'alça contra el govern, pren la ciutat després d'haver capturat als comandaments militars desafectes, i proclama la república, publicant un bàndol que mana fixar en els carrers de Jaca i que diu: 
| «              | Com a delegat del Comitè Revolucionari Nacional, a tots els habitants d'aquesta ciutat i demarcació, faig saber: Article únic: aquell que s'oposi de paraula o per escrit, que conspiri o faci armes contra la república naixent serà afusellat sense formació de causa. Jaca, a 12 de desembre de 1930. | » |
| — Fermín Galán | |   |

Els revoltats i el grup de paisans que se'ls havia unit preparen la marxa sobre Ayerbe, amb l'objectiu de seguir cap a Osca. Marxaran en dues columnes, l'una per carretera, al comandament de Galán, i l'altra, manada pel capità Sediles, per ferrocarril. No obstant això, la desorganització i imprevisió dels revoltats -que triguen més de vuit hores a requisar els camions que hauran de transportar la columna de Galán per carretera, produïxen una excessiva demora en la sortida de Jaca (més de nou hores sobre l'hora prevista). El lamentable estat de molts dels vehicles requisats converteix la marxa de la columna de Galán en una lenta i complicada peripècia amb contínues avaries. La lentitud de la marxa, el fred i la fam provocaran el descoratjament entre la tropa.
El govern, assabentat del que s'esdevé a Jaca per l'alarma enviada per una empleada del servei de telègrafs -la línia dels quals han tallat incompletament els revoltats-, decideix actuar amb la major rapidesa i cursa ordres perquè des de la Capitania General de la V Regió Militar, a Saragossa, s'organitzi la contraofensiva. El capità general de la V Regió Militar, general Fernández Heredia, ordena que dues columnes, una des d'Osca i altra des de Saragossa, surtin per impedir l'entrada dels revoltats a Osca, les quals al capvespre del dia 12 es reuneixen amb l'artilleria en les llomes de Cillas, a 3 km d'Osca. Al comandament d'aquesta força està el general Dolla. Així mateix, es cursen ordres per tallar el ferrocarril a l'entrada de Riglos per impedir l'avanç dels rebels, fet que obliga la columna manada per Sediles, que va partir amb tren des de Jaca, a continuar a peu fins a Ayerbe, on la columna de Galán els espera amb un cert nerviosisme. Quan arriben a la vora del riu Gàllego, prop de la localitat d'Anzánigo, té lloc una trobada amb forces de la guàrdia civil, manades pel general Lasheras, governador militar d'Osca, que resulta ferit en l'intent de detenir els revoltats, i mor a causa de les ferides uns dies després.
Al voltant de les 23 hores, la columna de Galán arriba a Ayerbe, on prenen posicions de defensa, proclamen la república i són convidats a un sopar de pa i embotit, en el Centre Obrer Republicà, mentre esperen l'arribada de la columna de Sediles que ve a peu des de Riglos. Galán es veu obligat a modificar els plans inicials, perquè hauran de continuar tots per carretera, amb les previsibles dificultats que aquesta circumstància afegirà a causa de l'escàs nombre de vehicles amb què compten i al seu lamentable estat. De matinada, abandonen Ayerbe i es dirigeixen cap a Osca, però als voltants del santuari de Cillas, a uns 3 km d'Osca, es produïx la trobada amb el gruix de les tropes del govern. Després d'un infructuós intent, per part dels capitans García Hernández i Salinas, d'atreure's els oficials de les tropes governamentals, es produïx un tiroteig i ambdós capitans són detinguts. El general Dolla ordena a l'artilleria obrir foc sobre la columna rebel, que respon amb foc de metralladores i fusells. Galán ordena immediatament als seus homes l'alto el foc, mentre les forces governamentals continuen disparant sobre ells. El foc enemic causa nombroses baixes als rebels que, presos del pànic, comencen a fugir en desbandada davant el desconcert de Galán que, sense saber què fer, roman immòbil i sense donar cap ordre als seus oficials.
Per fi, els oficials de Galán decideixen emprendre, també, la fugida, mentre que Galán es nega a escapar. No obstant això, els seus companys el pugen per força en un dels vehicles que emprèn la marxa en direcció a Ayerbe. Tot just passats dos quilòmetres d'Ayerbe, Galán reacciona i ordena al conductor que detingui el cotxe al costat d'un encreuament de carretera, des del qual es dirigeix a peu, juntament amb altres dos oficials que han decidit acompanyar-lo, al poble proper de Biscarrués, on es lliura a l'alcalde i li sol·licita que avisi la guàrdia civil perquè acudeixi a detenir-lo.

## La repressió
Galán, en companyia dels altres dos oficials, és conduït al Govern Militar d'Osca, on poques hores després, en la matinada del dotze al tretze de desembre, són jutjats per un Consell de guerra sumaríssim, presidit pel general Arturo Lezcano. El Consell tot just dura 40 minuts. Els oficials processats mantenen durant tot el procés una actitud digna i valenta. Galán assumeix davant el Consell de guerra tota la responsabilitat del succeït, per la qual cosa sol·licita que siguin absolts dels càrrecs tots els oficials que l'han secundat. A pesar dels intents de Galán per salvar els seus companys, el Consell dicta sentència condemnant a mort Galán i el capità García Hernández, que ha estat conduït fins a Osca per les tropes de Dolla, i condemnant a cadena perpètua la resta dels seus companys. Aquest mateix dia, a les 14 hores, a pesar de ser diumenge i ser tradició no executar condemnes de mort en aquest dia de la setmana, els condemnats són afusellats en el polvorí de Fornillos, a Osca; Galán, que ha declinat l'oferiment de l'auxili espiritual d'un sacerdot per administrar-li confessió -oferiment que sí que accepta el capità García Hernández- dona l'ordre de foc a l'escamot d'execució i es desploma amb un crit de "Visca la República!".

## Conseqüències
Al matí d'aquest mateix dia, el Comitè Revolucionari, que s'havia declarat responsable de la revolta el dissabte 13, és detingut, i ingressen a la presó Model de Madrid aquells que havien estat nomenats ministres, per fer-se càrrec del govern de l'estat en el cas de triomf del pronunciament.
Les execucions dels capitans Galán i García Hernández causen gran commoció arreu d'Espanya, despertant un sentiment antimonàrquic que es va estendre com la pólvora. Els executats esdevenen així els màrtirs de la causa republicana, cosa que precipitarà el curs dels esdeveniments amb l'arribada, quatre mesos després, de la II República.
Durant tota la II República, els retrats de Galán i de García Hernández es convertiran en les imatges dels màrtirs de la república.